# Avisa
Ordet avisa eller avis är synonymt med tidning, och avser vanligen en mindre dagstidning.
Avisa var också namnet på den nyhetsbyrå åtta socialdemokratiska tidningar startade 1992 och som numera tillhör Tidningarnas Telegrambyrå (TT), och är verksamt under namnet TT Spektra.